# Alberto Visconti d'Aragona
Alberto Visconti d'Aragona (... – Milano, 1493) è stato un condottiero e capitano di ventura italiano, signore di Torricella, Castelletto Sopra Ticino, Invorio Inferiore. Fu il capostipite del ramo dei Visconti d'Aragona.

## Biografia
Era figlio di Lancellotto Visconti (?-1460) e di Isabella Visconti e fu uno dei condottieri più valenti dei duchi di Milano.
Iniziò la sua carriera militare nel 1462, quando Francesco Sforza lo inviò in soccorso del re di Napoli Ferdinando I, minacciato da Giovanni d'Angiò. Nella battaglia di Troia del 1462, vinta da Ferrante d'Aragona, Alberto si batté valorosamente e venne premiato nel 1464 col privilegio di affiancare l'arma degli Aragonesi a quella dei Visconti. 
Ritornato nel 1469 nel milanese, ottenne il titolo di governatore delle "lance spezzate". Nel 1476 fu al fianco in Piemonte del duca Galeazzo Maria Sforza impegnato in soccorso di Filiberto I di Savoia, marito di Bianca Maria Sforza, impegnato contro il duca di Borgogna. Per i suoi meriti militari a favore degli Sforza, nel 1480 venne eletto consigliere ducale. Nel 1482 combatté a favore degli Estensi contro Venezia. 
Morì nel 1493.

## Discendenza
Alberto sposò Fioramonda Aicardi Visconti, dalla quale ebbe sei figli:
- Anchise (?-1547), condottiero
- Emilio, religioso
- Tarsia, sposò Guido Bravo
- Eleonora, sposò Paolo Ponzoni
- Ermes Costanzo (?-1520), politico
- Ferdinando